# Carlo Biotti
Carlo Biotti (Milan, 1901 - Milan 10 tháng 12 năn 1977) là một luật gia Châu Âu đã làm chánh án của Tòa án tối cao của Ý và là Chủ tịch của Tòa án hình sự của Milan.
Biotti được coi là một thẩm phán bảo thủ nhưng đã bảo vệ các nguyên tắc tự do, trở thành là một biểu tượng trong thế giới pháp lý của các nguyên tắc của công lý và garantismo.
Thẩm phán Carlo Biotti vào thời điểm đó chủ tọa Phần hình sự đầu tiên của Tòa án Milan được coi là phòng tư pháp của Ý, và là tài liệu tham khảo cho mọi thẩm phán Ý.

## Tiểu sử
Việc ông cáo tị bắt buộc vụ góa phụ Giuseppe Pinelli chống lại ủy viên cảnh sát Luigi Calabresi năm 1971 trở thành một án điển hình trong lịch sử pháp luật Ý và duy trì các nguyên tắc của công lý, và lý thuyết nghiên cứu và phân tích.
Chủ đất sinh cao quý, kết hôn với María Giovanna có hai con trai Fausto và Johnny Biotti.
Biotti đã làm giám đốc của câu lạc bộ bóng đá Milan.

## Các phim đã đóng
Trong bộ phim năm 2012  Piazza Fontana: The Conspiracy Ý "  Carlo Biotti nhân vật được chơi bởi Bob Marchese.

## Liên kết
- (tiếng Anh) Milan
- (tiếng Ý) sul caso Pinelli, Giudice Gerardo d'Ambrosio, in nome del popolo italiano[liên kết hỏng]
- Cinegiorale Sette G del 02/11/1971, "L'anarchico. A due anni dalla morte di Giuseppe Pinelli, la magistratura ordine l'esumazione del cadavere, D'ambrosio segue al cimitero il disseppellimento. Non si saprà mai come è morto l'anarchico", RAI, Istituto Luce Lưu trữ ngày 17 tháng 3 năm 2017 tại Wayback Machine